# Raket naar de maan
Raket naar de maan (oorspronkelijke Franse titel: Objectif Lune, letterlijk "Bestemming maan") is het zestiende stripalbum in de reeks De avonturen van Kuifje van de Belgische tekenaar Hergé (1907-1983). Het is het eerste deel van een tweeluik, het vervolg heet Mannen op de maan.

## Personages die in dit album geïntroduceerd worden
- Meneer Baxter
- Frank Wolff
- Onbekende buitenlander die op afstand de gang van zaken op de raketbasis volgt

## Verhaal
Kuifje en kapitein Haddock worden op het kasteel in Molensloot door professor Zonnebloem opgeroepen om naar de stad Sbrodj in Syldavië te reizen. Geëscorteerd door de Syldavische politie – de ZEPO – treffen ze daar een ruimtevaartcentrum aan, dat onder leiding staat van meneer Baxter. Zonnebloem werkt hier ook en hij heeft met behulp van atoomenergie een raket ontwikkeld om naar de maan te reizen. Kuifje en Haddock worden ontvangen door Zonnebloem en diens naaste medewerker, de ruimte-ingenieur Frank Wolff. Zonnebloem laat vol enthousiasme al zijn ontwerpen zien. Hij onthult zijn plan om zelf naar de maan te reizen, en wel samen met kapitein Haddock en Kuifje, die hiermee instemmen en op de basis blijven.
Dan gebeuren er enkele vreemde dingen. Er verschijnt op een nacht een onbekend vliegtuig boven de verboden zone van de basis, waaruit enkele parachutisten worden afgeworpen. Een van hen valt te pletter, hij blijkt in het bezit te zijn van spionage-apparatuur. Ook belandt er een handgranaat in de kamer van Zonnebloem. De detectives Jansen en Janssen, die door de Belgische regering naar de basis waren gestuurd om een oogje in het zeil te houden, worden de volgende morgen als verdachten gearresteerd, maar Kuifje weet meneer Baxter te overtuigen van hun onschuld. 
Kuifje besluit met Bobbie een paar dagen een wandeling te maken door het gebergte om over het gebeurde rustig na te denken. Hij concludeert dat het goed mogelijk is dat er een mol op de basis aanwezig is die de gegevens heeft doorgespeeld. Bij de basis ontdekt Kuifje een ventilatiegat dat mogelijk als doorgeefluik dient. Even later ziet hij hier een onbekende persoon – vermoedelijk een van de overige twee parachutisten – die iets door het ventilatiegat duwt. Kuifje wordt vervolgens ontdekt en neergeschoten. Haddock, die op instructie van Kuifje aan de andere kant van het gat stond, wordt door een onbekende bewusteloos geslagen. Wanneer de twee detectives even later arriveren, treffen ze in de hal van de basis de bewusteloze Haddock en Wolff die ook in de buurt was aan. Al met al is nu wel duidelijk dat de basis wordt bespioneerd. In Klow (de hoofdstad van Syldavië) wordt een onbekende man die Kuifje en de kapitein op hun reis naar Sbrodj een tijdlang schaduwde via codeberichten inmiddels precies op de hoogte gehouden van wat er allemaal op de basis gebeurt.
Kuifje verblijft enkele dagen in het ziekenhuis om te herstellen. Zonnebloem voltooit zijn miniatuurraket, de voorloper van de echte raket waarmee straks naar de maan zal worden gereisd. De miniatuurraket bereikt de maan en maakt foto's van de nog onbekende achterkant. Dan wordt de raket ineens onderschept. Zonnebloem rest niets anders dan met een bloedend hart de raket te vernietigen; hij had deze mogelijkheid ingebouwd op advies van Kuifje, voor het geval er iets mis zou gaan.
De professor zet zich over de tegenslag heen en gaat aan de slag om de nieuwe raket voor een bemande vlucht te voltooien. Wanneer Zonnebloem aan Kuifje en Haddock later een rondleiding door de raket geeft, lijdt hij door een valpartij tijdelijk aan geheugenverlies en dreigt de geplande reis even te mislukken. Haddock helpt hem uiteindelijk weer aan zijn geheugen. 
Uiteindelijk verloopt de start zonder problemen en de raket zet koers naar de maan. Aan boord zijn Kuifje en Bobbie, en verder Haddock, Zonnebloem en Wolff.

## Achtergronden

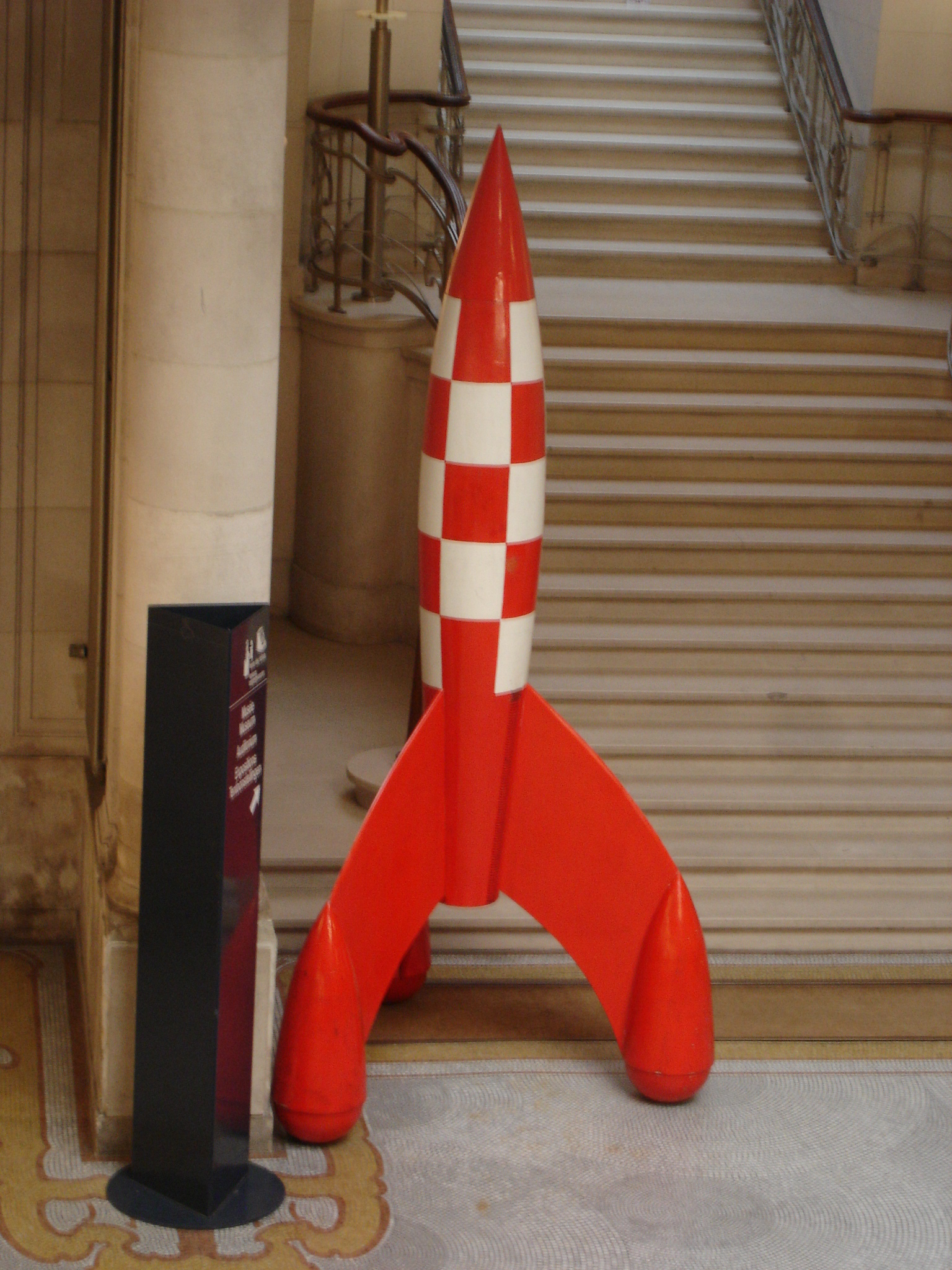
Model van de raket uit het album in het Belgisch Stripcentrum

Toen Raket naar de maan omstreeks 1950 in afleveringen verscheen in Kuifje, had het verhaal nog niet de huidige titel. Het verscheen onder de naam On a marché sur la lune, die later alleen aan het tweede deel is gegeven. Er was ook geen einde, het verhaal liep naadloos over in wat later Mannen op de maan werd. Later, toen Raket naar de maan als op zichzelf staand album uitkwam, is het einde ervan enigszins aangepast, net als het begin van Mannen op de maan, onder meer om aan het standaardformaat van 62 pagina's te voldoen. Hergé voegde een aantal plaatjes toe.
Dit verhaal zou aanvankelijk het eerste worden waar Hergé niet zelf het scenario voor schreef. In plaats daarvan had Bernard Heuvelmans, een van de adviseurs van Hergé voor het verhaal over een reis naar de maan, een scenario geschreven dat in de Verenigde Staten begon. Hergé had hiervan al enige pagina's getekend, waarna hij toch de voorkeur aan zijn eigen verhaal gaf.

## Publicatie
De ballonstrip werd in 1950 voor het eerst gepubliceerd in de weekbladen Kuifje en zijn Franstalige evenknie Tintin. In 1981 verscheen een nieuwe Nederlandse vertaling.

## Varia
- Bijna twintig jaar nadat Hergé dit verhaal had geschreven, zou Neil Armstrong daadwerkelijk als eerste mens een voet op de maan zetten (zie Apolloprogramma#Apollo 11).